# 伦佐·孔帕尼亚
伦佐·孔帕尼亚（義大利語：Renzo Compagna，1896年—？），意大利前男子击剑运动员。他曾代表意大利参加1924年夏季奥林匹克运动会击剑比赛男子个人重剑比赛。